# Ярка
Ярка (раніше Джамін, крим. Camin) — проміжна залізнична станція Кримської дирекції Придніпровської залізниці на електрифікованій лінії Острякове — Євпаторія-Курорт між роз'їздами Сторожеве та 29 км. Розташована поблизу села Ярке Євпаторійського району Автономної Республіки Крим.

## Історія
Станція відкрита у 1915 році під первинною назвою Джамін на новозбудованій одноколійній лінії Сарабуз — Євпаторія. У 1916 році отримала назву Княжевич, на честь губернатора Таврійської губернії Миколи Княжевича. Сучасна назва — з 1952 року.
У 1974 році електрифікована в складі дільниці Острякове — Євпаторія. Пасажирський павільйон відноситься до того ж часу.

## Пасажирське сполучення
На станції зупиняються приміські електропоїзди сполученням Євпаторія — Сімферополь / Севастополь та Євпаторія — Солоне Озеро.